# Мендисабаль Ираэта, Габриэль де
Габриэль де Мендисабаль Ираэта «Конде де Куадро де Альба де Тормес 1-й» (7 ноября 1764, Вергара, Страна Басков — 1 октября 1838, Мадрид) — испанский генерал, участвовавший в Пиренейских войнах. Известен своим командованием испанскими войсками во время битвы при Геборе. Мендисабаль поднялся по служебной лестнице в испанской армии и не имел дворянского происхождения.

## Военная карьера
Он начал свою военную карьеру в качестве сержант-майора и впервые участвовал в военных действиях во время войны в Пиренеях. На протяжении всей войны Мендисабаль сражался на баскско-наваррском и каталонском фронтах.
В 1793 году он был повышен в звании до полковника и получил под командование недавно созданный полк, Voluntarios de Burgos, размещённый на севере Португалии. Из-за поражения Испании в Ируне в битве за долину Бастан в 1794 году он по приказу военного совета был переведен в западную Гипускоа с понижением в звании до First Comandante. 2 декабря 1794 года он командовал объединённым ополчением Алавы, Гипоскуа и Бискайи и добился неожиданной победы над французскими войсками в его родном городе Бергара.
В 1802 году Мендисабаль снова был повышен до звания полковника и получил под командование полк добровольцев из Наварры. 23 сентября 1804 года он во главе своих войск вошёл в город Бильбао, чтобы положить конец серии беспорядков, известных под общим названием Zamacolada (от имени Симона Бернардо Самаколы).
В 1809 году, в начале Пиренейской войны, Мендисабаль был назначен на должность mariscal de campo, звание, эквивалентное генерал-майору. Позже в том же году за его военные достижения против французской кавалерии ему был присвоен титул графа, официально звучащий как «Конде де Куадро де Альба де Тормес». В 1810 году он продолжил свое восхождение по служебной лестнице и получил звание генерал-лейтенанта.
Он был назначен командующим армией и потерпел серьёзное поражение в битве при Геборе, после чего был отстранен от командования. Совершенно униженный, Мендисабаль просил отправить его служить простым рядовым; его просьба была удовлетворена. После того, как он отличился в битве при Альбуэре в мае 1811 года, он был восстановлен судом в звании командующего 7-й армией (Séptimo Exército), с которой он отправился на север Испании, на территорию баскских провинций (Бискайя) - Наварра, Риоха, Бургос и Сантандер. Он сражался в этом горном регионе, используя партизанскую тактику.
16 декабря 1812 года Мендисабаль был назначен политическим руководителем баскских señoríos. Он связался с действующим Бискайским советом, который после утверждения новой Конституции в Кадисе направил в этот город тактическую группу войск с мандатом на ведение переговоров. На заключительном этапе войны, 31 августа 1813 года, он руководил одной из дивизий в кровопролитной, но завершившейся победой битве при Сан-Марсиале. За свои действия он был награждён высшими воинскими наградами — Орденом Святого Фердинанда и Орденом Святого Херменегильдо.

## Послевоенная карьера и смерть
Между 1814 и 1820 годами он получил значительную политическую власть в качестве члена Consejo Supremo de la Guerra. В 1834 году он был назначен председателем Tribunal Supremo de Guerra y Marina, и занимал эту должность до своей смерти четыре года спустя, в 1838 году.